# Ascidia bathybia
Ascidia bathybia är en sjöpungsart som beskrevs av Hartmeyer 1912. Ascidia bathybia ingår i släktet Ascidia och familjen Ascidiidae. Inga underarter finns listade i Catalogue of Life.